# Pethő Ferenc
Pethő Ferenc (Tokaj, 1929. július 9. – 2023. február 5.) kertészmérnök, növénynemesítő, egyetemi tanár, szakíró. A magyar gyümölcstermesztés és -nemesítés kiemelkedő alakja, a Magyar Köztársaság Érdemrend lovagkeresztjének kitüntetettje.

## Élete és munkássága
Szülei Pethő Sámuel és Káposzta Mária. Feleségével, Konkoly Ilonával 1952-ben kötött házasságot, két gyermekük született, László és Ildikó.
Szakmai elkötelezettségét dédnagyszüleinél eltöltött idő alapozta meg, ahol megismerkedett a paraszti gazdálkodással és értékrenddel.
Általános iskolai tanulmányait szülővárosában végezte, középiskolai tanulmányait Debrecenben, Magyar Állami Mezőgazdasági Középiskolában folytatta. Kertészmérnöki diplomáját a Magyar Agrártudományi Egyetem Kert- és Szőlőgazdaság-tudományi Karán szerezte, ahol az oklevél megszerzése után (1951) azonnal tanársegédi kinevezést kapott a kar gyümölcstermesztési tanszékén, ahol 1958-ig dolgozott. 1959–69 között a Nyírségi Mezőgazdasági Kísérleti Intézet osztályvezetőjeként, majd főigazgató-helyetteseként tevékenykedett. 1970–74 között az Újfehértói Kutatóállomás igazgatója és a Nyíregyházi Mezőgazdasági Főiskola tanára, később főigazgatója volt. 1981–94 között a Debreceni Agrártudományi Egyetem egyetemi tanára, kertészeti tanszékvezető. 1991-től az Almatermesztő Szövetség elnöke, az Északkelet-magyarországi Gyümölcskutatási, Fejlesztési Alapítvány kuratóriumi elnöke, mely a kertészet és a gyümölcstermesztés terén indított kutatásokat, a tehetséges fiatal szakembereket, a tanulmányok megjelentetését támogatja. Oktatói tevékenységével 1994-es nyugdíjazásáig nem hagyott fel.
1970–80-között országgyűlési képviselőként dolgozott.
Kutatási eredményei közül kiemelkedő az újfehértói fürtös meggy államilag elismert fajtaként történő bejegyeztetése és a kántorjánosi meggypopuláció szelekciójának elindítása.

## Főbb művei
- Pethő Ferenc (szerk.). A téli alma telepítési rendszereinek kísérleti elemzése (1962)
- Pethő Ferenc. A szamóca termesztése. Budapest: Mezőgazdasági Kiadó (1963)
- Pethő Ferenc (szerk.). Almatermesztés. Budapest: Mezőgazdasági Kiadó (1969)
- Mihályffy József - Pethő Ferenc. A ferdekarú sövény nevelése. Budapest: Kertészeti Kutató Intézet (1974)
- Pethő Ferenc - Karádi István. Almatermesztés a házikertben. Budapest: Mezőgazdasági Kiadó. ISBN 963-230-325-3 (1978)
- Pethő Ferenc (szerk.). Alma. Budapest: Mezőgazdasági Könyvkiadó Vállalat. ISBN 963-231-628-2 (1984)
- Pethő Ferenc (szerk.). Nagy Sándor GYOE intéző, megyei főkertész születésének 100. évfordulója. Újfehértó: Újfehértói Gyümölcstermesztési Kutató és Szaktanácsadó Kht.. ISBN 963-218-977-9 (2005)
- Pethő Ferenc (szerk.) - Takács Ferenc (szerk.). Metszés – Almafák metszése a gyakorlatban. Újfehértó: Újfehértói Gyümölcstermesztési Kutató és Szaktanácsadó Kht.. ISBN 963-218-372-X (2005)
- Pethő Ferenc (szerk.). Szabolcs-Szatmár-Bereg megye gyümölcstermesztésének története 1945-ig. Újfehértó: Észak-Keletmagyarországi Gyümölcs Kutatás-Fejlesztési Alapítvány. ISBN 963-229-335-5 (2005)
- Pethő Ferenc. Tanulmány a Nemtudom szilváról. Újfehértó: Észak-Keletmagyarországi Gyümölcs Kutatás-Fejlesztési Alapítvány. ISBN 978-963-08-0893-4 (2011)
- Pethő Ferenc (szerk.). Tanulmány a nyírségi meggyfajtákról. Újfehértó: Észak-Keletmagyarországi Gyümölcs Kutatás-Fejlesztési Alapítvány. ISBN 9789630862585 (2013)

## Díjai, elismerései
- Mezőgazdaság Kiváló Dolgozója (2×)
- Mohácsi Mátyás-emlékérem
- Munka Érdemrend ezüst fokozata
- Újhelyi-emlékérem
- Pedagógus szolgálati emlékérem
- Pro Comitatu emlékérem, Szabolcs-Szatmár-Bereg megye (2000)
- Somogyi I. emlékérem (2002)
- Megyei Közgyűlés emlékplakettje (2004)
- Magyar Köztársaság Érdemrend lovagkeresztje (2004)
- Nagy Sándor-emlékérem (2005)
- Debreceni Egyetem Agrártudományi Centrum-emlékérem (2009)
- Újfehértó díszpolgára